# Bora-Bericcio
Bora a Bericcio jsou italské názvy dvou struskových kuželů, nacházejících se v centrální Etiopii, ve východní části etiopského riftu. Bora se po amharsky jmenuje Borra.
Kráter Bory má průměr 1,5 km, kráter Bericcia je menší, ale na jeho jižním svahu se nachází větší - 1,5 km široký kráter. Na východních svazích komplexu se nachází několik menších pyroklastických kuželů. Stáří obou kuželů, jakož i všech vulkanických produktů oblasti se odhaduje na holocén. Neukončenou vulkanickou činnost dokládají četné aktivní fumaroly na obou sopkách.